# Мурузі Дмитро Костянтинович
Князь Дмитро Костянтинович Мурузі (рум. Dumitru C. Moruzi; 1850, Ясси — 1914, Ясси) — румунський письменник, композитор, державний службовець.

## Життєпис
Народився 1 або 2 червня 1850 року в столиці Молдавського князівства місті Ясси. Походив із знатного фанаріотского роду Мурузі. У 1863—1869 роках їздив навчатися до Франції. З 1873 року на цивільній службі в Сороцькому повіті. У 1877 році став перекладачем дипломатичної служби Російської імперії. У цій якості він супроводжував російські війська у Румелії під час російсько-турецької війни 1877—1878 років. Потім був відправлений на дипломатичну роботу до румунської столиці Бухареста.
Під впливом румунського націоналізму, він відмовився від дипломатичної кар'єри і прийняв румунське підданство у 1882 або 1883 році. Став адміністратором жудецу Констанца. У 1887 році призначений адміністратором і заступником префекта в порту Суліна в дельті Дунаю.
В кінці 1890-х років Мурузі пішов з державної служби і почав пробувати себе в якості композитора. Написав оперу в трьох актах Pescarii din Sulina («Рибалки Сулини»), яка була поставлена на сцені Національного театру Бухареста в лютому 1902 року. Він також зайнявся журналістською та письменницькою діяльністю.
У 1910 році вступив до Демократичної Націоналістичної партії Румунії.
Головними працями Мурузі стали романи «Înstrăinații. Studiu social în formă de roman» (1910) і «Pribegi în țară răpită. Roman social basarabean» (1912). Він писав твори і в інших жанрах: в 1911 році опублікував комедію в трьох актах і приблизно в той же час — сатиричну повість «Pe viscol».
Помер у злиднях в Яссах 9 жовтня 1914 року, проте похований з почестями на цвинтарі «Етернітате».